# Pannone (Mori)
Pannone è una frazione del comune di Mori in provincia autonoma di Trento. 
Storia
Pannone è stato un comune italiano istituito nel 1920 in seguito all'annessione della Venezia Tridentina al Regno d'Italia. 
Nel 1924 al comune sono stati aggregati i territori di Chienis, Manzano, Nomesino e Ronzo. 
Nel 1971 i territori della frazione di Pannone, Manzano e Nomesino passano al comune di Mori. Il comune di Pannone rimasto solamente con i territori di Ronzo e Chienis cambia denominazioni in Ronzo-Chienis.

## Monumenti e luoghi d'interesse

### Architetture religiose
- Chiesa dei Santi Filippo e Giacomo (XIX secolo)
- Chiesa di San Rocco

### Architetture militari
- Castel Gresta (XIII secolo)